# Hroznatín
Hroznatín – gmina w Czechach, w powiecie Třebíč, w kraju Wysoczyna. 1 stycznia 2014 liczyła 104 mieszkańców.